# Venda
Venda, offiziell afrikaans Republiek van Venda, englisch Republic of Venda bzw. Tshivenda Riphabuliki ya Venda ‚Republik Venda‘, war ein Homeland in Südafrika. Es wurde für die Ethnie der Venda eingerichtet. Von 1979 bis 1994 war Venda formal unabhängig. Die Hauptstadt war Makwarela, heute zu Thohoyandou (deutsch: „Kopf des Elefanten“; der Elefant ist das Totemtier des Clans der Präsidenten bis 1990) gehörend.

## Geographie
Venda war eine Enklave innerhalb der damaligen Provinz Transvaal. Es bestand aus zwei Gebieten, die im Nordosten Südafrikas im Lowveld lagen. Das weitaus größere Gebiet lag in der Nähe des Dreiländerecks zu Simbabwe und Mosambik. Es grenzte aber nicht an diese Länder, sondern an Südafrika bzw. das Homeland Gazankulu im Süden und an zwei Gebiete des Homelands Lebowa im Südwesten. Das kleinere Gebiet Vendas lag westlich davon, südlich der Soutpansberge. Zwischen den beiden Gebieten liegt die Stadt Louis Trichardt. Die Gesamtfläche Vendas betrug 6875 km².
Von 520.000 Venda lebten 1989 340.000 im Homeland. Nach anderen Angaben lebten dort 718.207 Menschen (Stand 1990).

## Geschichte

### Territorialbehörde
Ende 1962 ließ die südafrikanische Regierung öffentlich verlautbaren, dass in Regie des Department of Bantu Administration and Development sechs Territorial Authorities ‚Territorialbehörden‘ für Regionen der Bantubevölkerung etabliert worden waren. Für das Gebiet des späteren Homelands Venda war das die Thoho Ya Ndou Territorial Authority mit vier regionalen Administrativeinheiten (Regional Authority).
Am 1. Juni 1971 wurde das Gebiet „Venda“ auf der Grundlage des Promotion of Bantu Self-Government Act (Act No 46 / 1959) und des Bantu Homelands Constitution Act (Act No. 21 / 1971) auf seinen künftigen Selbstverwaltungsstatus vorbereitet.

### Selbstverwaltungsstatus
Mit Wirkung vom 1. Februar 1973 wurde Venda in den Status der Selbstverwaltung übergeleitet. Die erste Stufe zur Bildung der formalen Eigenstaatlichkeit von Venda bestimmte die Proclamation R12 vom 26. Januar 1973 im damaligen Gesetzblatt von Südafrika. Demnach wurde der Sitz der Selbstverwaltungsorgane auf den Ort Sibasa und als offizielle Sprache Venda festgelegt. Die Gesetzgebende Versammlung (Legislative Assembly) des selbstverwalteten Gebietes hatte 60 Mitglieder, bestehend aus 25 Chiefs, 2 Headmen von Community-Behörden, 15 von den Chiefs bestimmten Mitgliedern sowie 18 gewählten Personen. Die Versammlung wählte zu ihrem Vorsitzenden einen Chief Minister aus dem Kreis der Chiefs. Dieser ernannte sein Kabinett, bestehend aus fünf Mitgliedern, von denen drei aus dem Kreis der Chiefs sein mussten. Die erste Wahl fand im August 1973 statt, aus der Chief Patrick Mphephu (National Party of Venda (NPV)) als Chief Minister hervorging, zuvor der Leiter (Chief Councillor) einer Territorialverwaltung und der den Ehrentitel Khosikhulu (deutsch: „Oberhäuptling“) trug. Bei den Wahlen gewann die oppositionelle Venda Independence Party (VIP) 13 der 18 möglichen Sitze. Baldwin Mudau, ein Soziologe aus Johannesburg, hatte sie aufgebaut. Als Oppositionsführer in der Gesetzgebenden Versammlung wirkte jedoch Chief Frank Ramovha.

### Bantustaat
Am 13. September 1979 wurde vom Südafrikanischen Parlament der Status of Venda Act (Act No. 107 / 1979) beschlossen. Mit diesem Gesetz wurden die rechtlichen Vorbereitungen für eine künftige Gesetzgebende Versammlung (Legislative Assembly) geschaffen, die in der Folge für Venda Gesetze und eine Verfassung beschließen soll. Dieses Gesetz definierte auch, wie die Staatsbürgerschaft von Venda zu erlangen ist und sah die Bildung einer gemeinsamen Regierungskommission zwischen Südafrika und Venda vor, die die finalen Erklärungen und Regelungen zur Erlangung der staatlichen Unabhängigkeit des Homelands vollziehen sollte.
Durch den Republic of Venda Constitution Act (Act No. 9 / 1979) vom 13. September 1979 etablierte die südafrikanische Regierung die Verfassungsgrundlagen für Venda mit den erforderlichen Strukturen. In diesem Zuge entstand das Parlament von Venda, Nationalversammlung (National Assembly) genannt, das den Präsidenten zu wählen hatte. Dieser konnte bis neun Regierungsmitglieder ernennen. Der gesetzgebenden Versammlung Vendas gehörten 42 gewählte und drei vom Staatschef ernannte Vertreter mit „besonderen Kenntnissen und Erfahrungen“ sowie 42 Stammesführer (25 Chiefs und 17 Headmen) an.
Neun Ministerien bildeten den Exekutivrat (Executive Council). Gemäß der Verfassung waren das die Ressorts Auswärtige Angelegenheiten, Inneres, Justiz, Wirtschaft, Stadtentwicklung und Landbesitz, Bildung, Gesundheit und Soziales, Landwirtschaft und Forst, Transport sowie Arbeit und Kommunikation. Es konnten weitere öffentliche Körperschaften gebildet werden, dies waren ein Büro für Nationale Sicherheit und die Nationalen Streitkräfte (National Force) mit dem Präsidenten als formal obersten Kommandeur.
Die Justiz wurde aus einem Obersten Richter (Chief Justice) mit einer unbestimmten Zahl weiterer Richter am Obersten Gericht (Supreme Court) gebildet; alle durch den Präsidenten Vendas zu ernennen. Der Richter G.P. van Rhyn von der Northern Cape-Abteilung des südafrikanischen Supreme Court übernahm die Funktion des Chief Justice of Venda. Berufungsverfahren gegen Entscheidungen des Obersten Gerichtshofes von Venda mussten beim südafrikanischen Obersten Gericht eingereicht werden. Die Proclamation R93, veröffentlicht in der Government Gazette Nr. 2793 vom 18. Mai 1979, bestimmte und regelte die Errichtung einer weiteren Gerichtsebene, das High Court, mit Wirkung vom 1. Juli 1979.
1982 wurde in Thoyonandou die University of Venda, kurz Univen, gegründet. Die NPV war von 1986 bis 1990 die einzige zugelassene Partei. Mphephu starb am 17. April 1988 und wurde durch Frank Nndwakhulu Ravhele ersetzt, der ebenfalls der NPV angehörte und bis zum 5. April 1990 regierte. Damals wurde die Regierung durch einen Volksaufstand vorübergehend abgesetzt und die NPV verboten. Ravheles Nachfolger wurde der Militär Gabriel Ramushwana, der bis zum 25. Januar 1994 amtierte und dann durch den Militär Tshamano Gerso Ramabulana abgelöst wurde.

### Wiedereingliederung
Am 27. April 1994 wurde das Homeland wieder nach Südafrika eingegliedert und ist seither Teil der Provinz Limpopo. Heute gehört Venda zum Distrikt Vhembe.

## Demografie
Neben den Venda gab es in dem Homeland Minderheiten von Shangaan und im Süden wenige Nord-Sotho.

## Wirtschaft
Das Gebiet rund um Thohoyandou ist Anbaugebiet subtropischer Früchte wie Bananen sowie von Tabak, Mais, Kaffee und Tee. Im westlichen Gebietsteil wurde hochwertige Kohle abgebaut. Das Bruttoinlandsprodukt betrug 1989 688,2 Millionen Rand.
Venda gab zahlreiche Briefmarken heraus.